# Никола Божинов (Крушево)
Никола Божинов е български търговец и общественик.

## Биография
Никола Божинов е роден през 1869 г. в град Крушево, днес Северна Македония. Емигрира в София, България и в 1898 г. създава фирмата „Глория палас“, която развива голям бизнес в столицата. В 1928 г. фирмата на Божинов построява киното „Глория палас“, а по-късно и хотел със същото име.
Божинов е и активен участник в обществения живот на македонската емиграция в България, деец на Крушевското благотворително братство.
Умира в 1930 година в София.